# (71445) Marc
(71445) Marc est un astéroïde de la ceinture principale.

## Description
(71445) Marc est un astéroïde de la ceinture principale. Il fut découvert le 4 janvier 2000 à la station Anderson Mesa par Lawrence H. Wasserman. Il présente une orbite caractérisée par un demi-grand axe de 2,57 UA, une excentricité de 0,16 et une inclinaison de 6,3° par rapport à l'écliptique.

## Compléments